# Vito Fumagalli
Vito Fumagalli est un médiéviste italien du XXe siècle né le 15 juin 1938 à Bardi, dans la Province de Parme et décédé le 16 avril 1997.

## Biographie
Il fait ses études supérieures d’histoire médiévale à l'École normale supérieure de Pise (en italien : Scuola Normale Superiore di Pisa, généralement abrégée en Scuola Normale, SNS ou Normale di Pisa). Vito Fumagalli y suit les enseignements de maitres prestigieux comme Cinzio Violante et Ottorino Bertolini. En 1961 il défend son travail de fin d’étude dédié à la biographie du comte Géraud d'Aurillac, d'Odon de Cluny, un personnage présent de manière récurrente dans ses travaux postérieurs.
Dès le début de ses travaux consacrés aux rapports paysannerie-seigneurs dans les campagnes de l’Italie carolingienne, Fumagalli exprime le souci de défendre une approche globale des sociétés rurales, en tenants compte de tous les aspects : morphologie de la propriété, acteurs et tensions sociales, productions et techniques agricoles, et paysage et relation entre l’homme et la nature.
Fumagalli passa 3 années de sa vie à faire de la recherche à l’Institut historique allemand de Rome, où il côtoie le grand médiéviste Gerd Tellenbach, il fut également assistant volontaire de Nicolas Cilento durant un an à l’Université de Macerata. Il succède ensuite à Girolamo Arnaldi comme professeur extraordinaire et finalement professeur ordinaire de l’Université de Bologne.
En 1994, il se présente comme indépendant sur les listes de centre gauche et siège comme député jusqu’en 1996.

## Œuvres
- Paesaggi della paura. Vita e natura nel Medioevo, Società editrice Il Mulino, Bologna, 1994.
- Scrivere la storia, Roma-Bari, 1995.
- Paysages de la peur. L’homme et la nature au Moyen Age, Bruxelles, Editions de l'Université de Bruxelles, 2009.